# Alberto Bottari de Castello
Alberto Bottari de Castello (Montebelluna, 1942. július 5. – 2025. július 13.) érsek, szentszéki diplomata, 2011 és 2017 között magyarországi apostoli nuncius. 2017 decemberében nyugállományba vonult és visszatért Olaszországba.

## Pályafutása
1966-ban szentelték pappá a Trevisói egyházmegyében. Három évig káplán volt Nervesa della Battagliában. Később Rómában kánonjogi tanulmányokat folytatott és elvégezte a vatikáni diplomata akadémiát. 1973-ban kánonjogból doktorált.
1973-ban lépett szentszéki diplomáciai szolgálatba, és Ecuadorban (1973–1978), Szíriában (1979–1982), Zaire-ben, majd az Egyesült Államokban teljesített külszolgálatot (1983–1987). 1976-ban pápai káplán címmel tüntették ki.
1987-ben kérte, hogy misszionáriusi szolgálatra osszák be; Kamerunban a XXIII. János pápáról nevezett kisszemináriumnak lett a rektora. Több mint egy évtized elteltével tért vissza újra a diplomáciai szolgálatba: 1999-ben II. János Pál pápa Foratiana címzetes érsekévé és Libéria pápai nunciusává nevezte ki, egyúttal megbízva a Szentszék képviseletével Gambiában, Guineában és Sierra Leonéban (1999–2005).

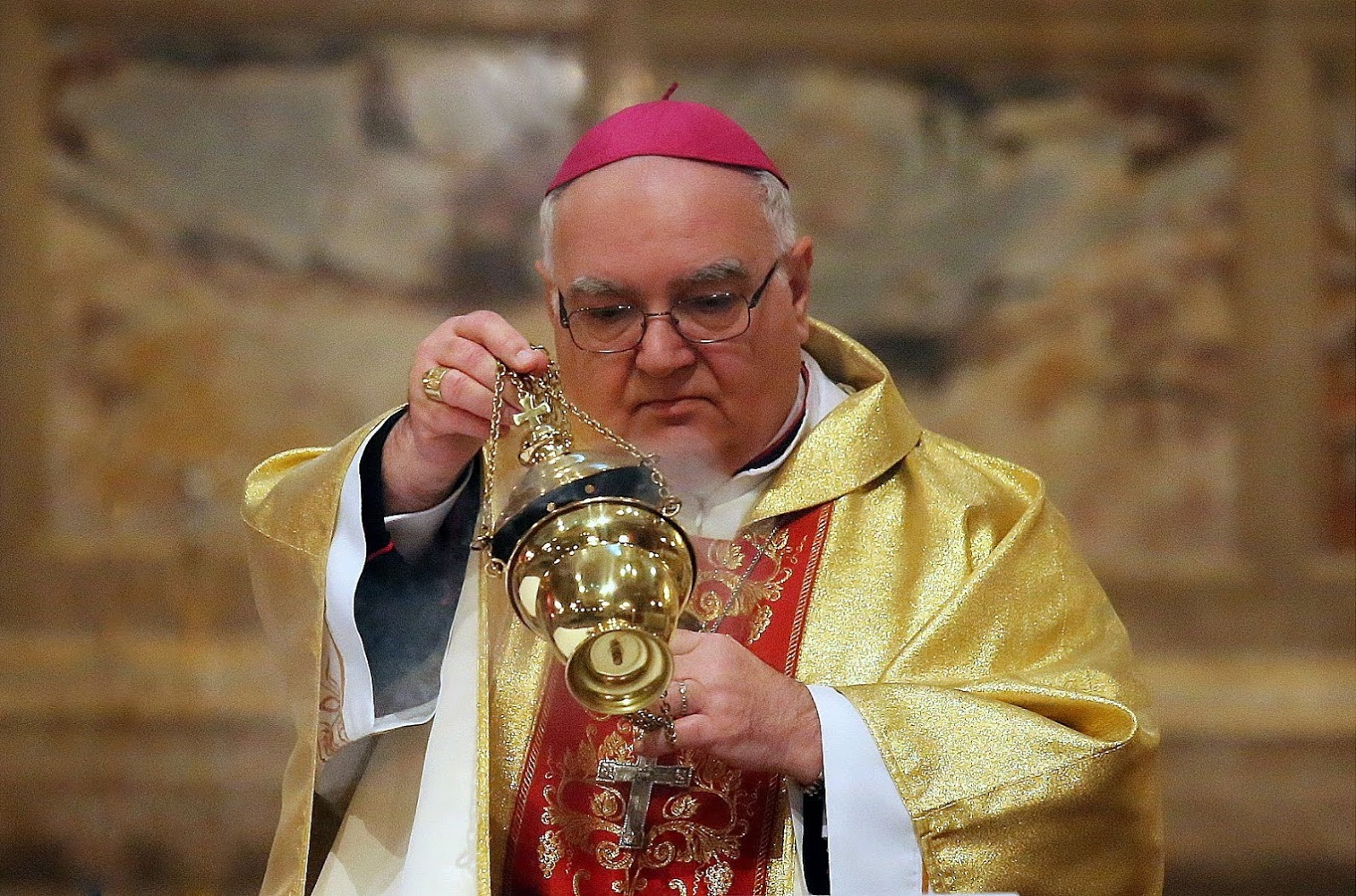
Bottari de Castello 2014 márciusában

2000. január 6-án szentelte püspökké II. János Pál pápa a Szent Péter-bazilikában, Erdő Péterrel és Veres Andrással együtt.
2005. április 1-jén helyezték át a tokiói nunciatúra élére. Még tokiói nunciusként 2007-ben új érseki címet kapott, XVI. Benedek pápa Oderzo (Opitergium) címzetes  érseke címet adományozta részére.
2011. június 6-án a Szentatya magyarországi szentszéki nagykövetnek nevezte ki. 2011. augusztus 17-én érkezett Magyarországra és augusztus 18-án adta át megbízólevelét Schmitt Pál köztársasági elnöknek a Sándor-palotában.
Az olasz mellett franciául, angolul, spanyolul és arabul beszél.